# Amata khasiana
Amata khasiana là một loài bướm đêm thuộc phân họ Arctiinae, họ Erebidae.